# Фернандо Серрано
Мануель Фернандо Серрано Урібе (ісп. Manuel Fernando Serrano Uribe; 30 травня 1789 — 15 лютого 1819) — колумбійський державний діяч, останній президент Сполучених Провінцій Нової Гранади.

## Біографія
Народився 1789 року в Матанс. Закінчив університет Нуестра-Сеньйора-дель-Росаріо в Санта-Фе-де-Боготі за спеціальністю «право»; під час навчання одружився з Росою Кальдерон Естрадою.
Під час революційних подій 1810 року Хуан Бастус-і-Файя, губернатор провінції Хірон, 4 липня був усунутий від посади, а сама провінція об'єдналась із кількома сусідніми в нову провінцію Памплона. Серрано був обраний спікером Верховної Хунти Памплони. Після розпуску Хунти він вступив до лав республіканської армії, мав успіхи у військовій справі й 1812 року зайняв пост губернатора провінції Памплона.
1815 року до Памплони з території Венесуели вдерлись іспанські війська. Серрано відправив свою родину до Боготи, а сам, будучи неспроможним протистояти силам противника, що переважали, відступив разом з армією.
10 липня 1816 року президент Сполучених Провінцій Нової Гранади Кустодіо Гарсія Ровіра був схоплений іспанцями. Генерал Мануель Вальдес зібрав в Арауці решту вільних керівників спротиву, й 16 липня вони обрали Фернандо Серрану новим президентом країни, а Франсіско де Паулу Сантандера — головнокомандувачем.
Однак іспанців було вже не спинити, тому новогранадці були змушені відступити до Венесуели. 16 вересня 1816 року венесуельський генерал Хосе Антоніо Паес прибув до Касанакре та вирішив ліквідувати посаду президента Сполучених Провінцій Нової Гранади, а рештки республіканських військ включити до складу венесуельської армії. Усвідомлюючи ситуацію, Серрано прийняв таке рішення й продовжив битись проти іспанців у лавах венесуельської армії.
1819 року Сімон Болівар запросив Серрану до складу Ангостурського конгресу — законодавчого органу визволеної від іспанців території північної частини Південної Америки. Серрано пристав на таку пропозицію, втім стан його здоров'я був не найкращим через поранення, що він їх зазнав під час бойових сутичок, й дорогою до Ангостури Фернандо Серрано помер.